# Плодоїд масковий
Плодоїд масковий (Pipreola pulchra) — вид горобцеподібних птахів родини котингових (Cotingidae). Ендемік Перу.

## Опис
Довжина птаха становить 17 см. У самців верхня частина тіла яскраво-зелена, обличчя і верхня частина горла чорні, нижня частина горла оранжева, боки зелені, плямисті, хвіст жовтуватий. У самиць чорна "маска" на обличчі і оранжевий "комір" на грудях відсутні, нижня частина тіла у них зелена, поцяткована жовтими смужками. Райдужки жовтуваті, дзьоб коралово-червоний, лапи сірі.

## Поширення і екологія
Маскові плодоїди мешкають на східних схилах Перуанських Анд, від Амазонаса до гір Кордильєра-де-Вількабамба в Куско. Вони живуть в нижньому і середньому ярусах вологих гірських тропічних лісів. Зустрічаються на висоті від 1500 до 2000 м над рівнем моря.